# Lamonzie-Montastruc
Lamonzie-Montastruc è un comune francese di 692 abitanti situato nel dipartimento della Dordogna nella regione della Nuova Aquitania.

## Società

### Evoluzione demografica
Abitanti censiti